# Glaciar Pío XI
El glaciar Pío XI, también conocido como glaciar Brüggen o Ana María se ubica en la Región de Magallanes, en la zona austral de Chile. Forma parte del conjunto de glaciares que se desprenden del Campo de Hielo Sur, siendo el mayor de todos ellos y de Sudamérica con sus 1265 km² de superficie. Desciende por la vertiente occidental de este a través del seno Eyre en un recorrido de 64 km, convirtiéndolo de esta manera en el glaciar más largo del hemisferio sur fuera de la Antártida.
A diferencia de lo que sucede con la mayoría de los glaciares en el mundo, el Pío XI ha experimentado un importante avance en las últimas décadas.
Tanto el nombre alternativo del glaciar como el del Campo de glaciares Dr. Juan Brüggen honran al geólogo germano Juan Brüggen Messtorff.